# Don Pacifico-affaire

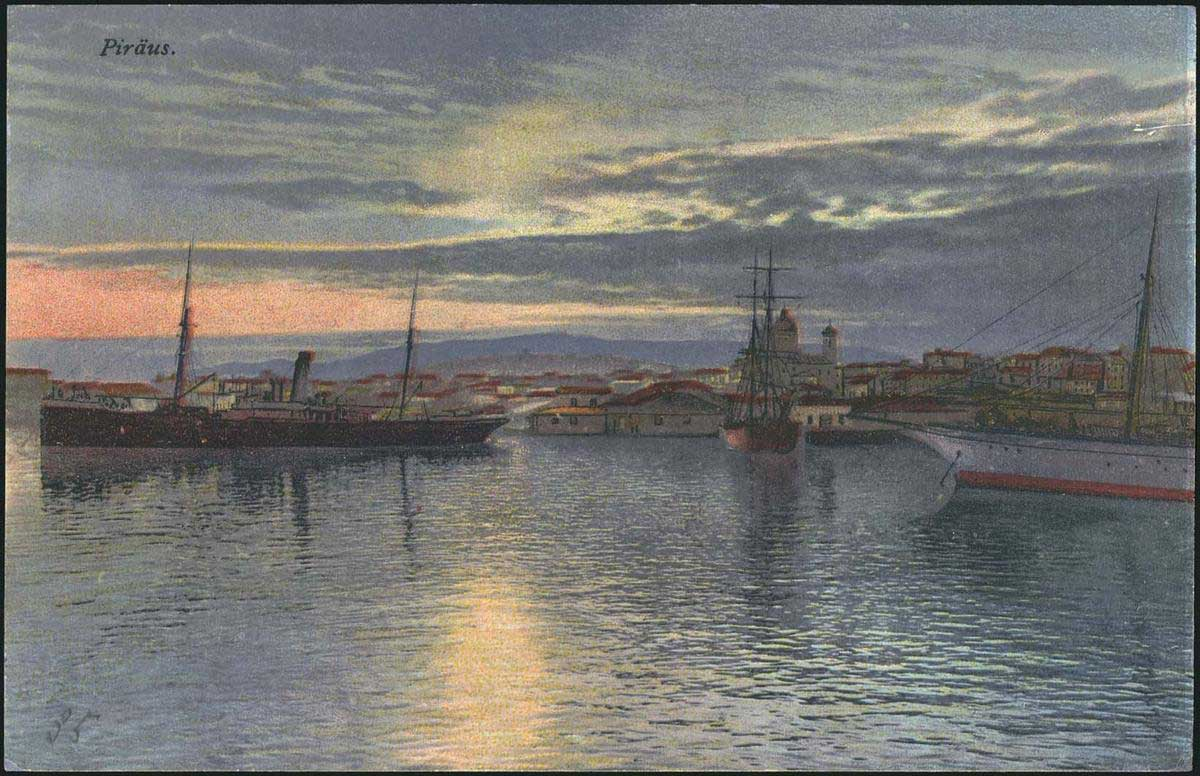
De haven van Pireaus (afbeelding van voor 1905)

De Don Pacifico-affaire was een diplomatiek incident dat in 1850 speelde tussen het Verenigd Koninkrijk en Koninkrijk Griekenland. De affaire is vernoemd naar (Don) David Pacifico en is een goed voorbeeld van kanonneerbootdiplomatie.

## Achtergrond
David Pacifico was een Portugese Jood die tevens over de Britse nationaliteit beschikte omdat hij in Gibraltar was geboren. Hij werd benoemd tot de Portugese consul-generaal in Griekenland. In 1847 was hij niet meer in functie, maar woonde nog wel steeds in Athene. Op 3 april 1847 werd zijn huis aangevallen door een menigte die antisemitische leuzen riepen. Onder de mensen waren een of meerdere zonen van de Griekse minister van Oorlog. De politie greep niet in.
De aanleiding voor het incident was een bezoek van de bankier James Mayer de Rothschild aan Athene tijdens het orthodoxe paasfeest. De dag daarna zou hij een gesprek hebben over een belangrijke lening Tijdens het paasfeest werd altijd een afbeelding van Judas Iskariot in brand gestoken. De Griekse regering zou bang zijn geweest dat Rothschild als Jood beledigd zou zijn door deze handeling. Dit zou zijn ingestoken bij de Griekse regering door Don Pacifico die aan het hoofd stond van de Joodse gemeenschap in Athene. Toen dit verschillende Grieken ter oren kwam begaf op paasmiddag een grote groep van drie- tot vierhonderd man zich naar zijn huis en plunderde het. Ook werden Pacifico en met hem meerdere familieleden mishandeld.
Drie dagen na het incident beklaagde Don Pacifico zich bij Edmund Lyons, de Britse ambassadeur in Griekenland. Hij beschreef de gebeurtenis en vertelde dat er juwelen, veel gouden en zilveren gebruiksvoorwerpen en een bedrag van bijna tienduizend drachmen was meegenomen. Op 20 mei 1847 informeerde Lyons het Britse ministerie van Buitenlandse Zaken dat hij de Griekse regering om compensatie had verzocht. De Griekse regering wees de claim echter af, omdat het bedrag veel te hoog zou zijn. Bovendien vond zij dat de kwestie beter bij de rechter aanhangig kon worden gemaakt dan bij de uitvoerende macht.
Heel veel schot kwam er niet in de kwestie. Don Pacifico schreef daarom Lyons in augustus 1848 opnieuw een brief, waarin hij meldde dat hij tijdens de paasvieringen van 1848 zijn huis gedwongen moest verlaten. Hij wees Lyons bovendien op een incident een aantal jaar eerder waar in Patras twee joden waren gedood en een ander incident in Negroponte waar een synagoge was platgebrand.

## Blokkade
De Britse minister van Buitenlandse zaken Lord Palmerston, die zichzelf  zag als een filhellenist en Griekenland had gesteund tijdens de Griekse onafhankelijksheidsoorlog, had op dat moment al te maken met de weigering van de Griekse regering om een lening terug te betalen die Rothschild in 1832 had versterkt als ondersteuning van de nieuwe monarch.
Lord Palmerston stelde Griekenland vroeg in 1850 een ultimatum. Toen koning Otto daar niet op in ging gaf hij admiraal William Parker de opdracht om Pireaus, de haven van Athene te blokkeren, waardoor er geen schepen meer in en uit konden. Tweehonderd Griekse schepen werden in beslag genomen. De blokkade ging op 22 januari 1850 in. Naast de lening van Rothschild en de compensatie voor Don Pacifico wilde de Britse regering een einde maken aan een aantal andere kwesties. Zo claimde de Britse regering twee Griekse eilanden die toegevoegd moesten worden aan de Verenigde Staten van de Ionische Eilanden.
Tegelijkertijd leidde de blokkade tot protesten van Frankrijk en Rusland. De Franse regering trok daarom haar ambassadeur naar Groot-Brittannië tijdelijk terug. Ook in eigen land was er veel kritiek om de actie die door velen werd gezien als buitenproportioneel. Als gevolg van de kritiek liet de Britse regering haar andere eisen vallen en ging akkoord met het instellen van een onderzoekscommissie. Die commissie besloot uiteindelijk om Don Pacifico een bedrag van 150 pond uit te betalen.

## Nasleep
De affaire bewees met name dat Groot-Brittannië zijn oppermachtige vloot op elk tijdstip en overal kon inzetten om andere landen onder druk te zetten, zonder daarbij afhankelijk te zijn van de instemming van bondgenoten. Lord Palmerston verdedigde zich in juni 1850 in het Lagerhuis met een toespraak die bekend kwam te staan als de Civis Romanus sum-rede. De kern van de boodschap was: "So also a British subject, in whatever land he may be, shall feel confident that the watchful eye and the strong arm of England will protect him against injustice and wrong" (vertaling: "Een Britse onderdaan, in welk land hij zich ook bevindt, mag er van verzekerd zijn dat het waakzaam oog en de sterke arm van Engeland hem beschermt tegen onrecht en kwaad"). Met 310 stemmen tegen 264 stemmen stemde het Lagerhuis in met Palmerstons handelswijze.